# Kodiakovka
Kodiakovka (en rus: Кодяковка) és un poble de l'óblast d'Orenburg, a Rússia, segons el cens del 2010 tenia 45 habitants, pertany al municipi de Nesterovka.